# Phlebosotera nigriseta
Phlebosotera nigriseta är en tvåvingeart som beskrevs av Curtis W. Sabrosky 1956. Phlebosotera nigriseta ingår i släktet Phlebosotera och familjen smalvingeflugor.
Artens utbredningsområde är Namibia. Inga underarter finns listade i Catalogue of Life.